# Tatiana Lióznova
Tatiana Mijaílovna Lióznova (en ruso: Татья́на Миха́йловна Лио́знова; Moscú, 20 de julio de 1924-ibidem, 29 de septiembre de 2011) fue una directora de cine soviética conocida por la serie de televisión Diecisiete instantes de una primavera de 1973. Fue nombrada Artista del pueblo de la URSS en 1984 y recibió el premio estatal Hermanos Vasíliev de la RSFSR en 1976.

## Biografía
Nació en una familia judía. Su padre, ingeniero y economista, falleció luchando en la Segunda Guerra Mundial en 1941. Después de la secundaria, ingresó en el Instituto de Aviación de Moscú. Estudió allí durante un semestre, ingresando en 1943 a la Universidad Panrusa Guerásimov de Cinematografía, y graduándose en 1949. Ya en sus años de estudiante colaboraba en la dirección de películas.
En los años 1950, escribió dos obras de teatro basadas en cuentos populares chinos y coreanos. En 1958, produjo su primera película, La memoria del corazón, y en 1961 la segunda, Eudoxia, basada en una novela de Vera Panova. Su tercera película, Ellos conquistan los cielos, dedicada a los astronautas, obtuvo un premio en Francia. En 1968, la película Tres álamos en la calle Pliuschija recibió un premio de la Organización Católica Internacional del Cine en el Festival Internacional de Cine de Mar del Plata, Argentina.
En 1973, dirigió la miniserie de televisión de 12 capítulos Diecisiete instantes de una primavera (escrita por Yulián Semiónov), siendo galardonada con la Orden de la Revolución de Octubre. Luego, durante seis años, se dedicó a la enseñanza de la actuación junto con Lev Kulidzhánov.
Fue miembro del Comité Antisionista del Público Soviético desde 1983 hasta el cierre del mismo en 1994. Nunca se casó, pero tuvo una hija adoptiva.
Falleció a los 87 años de edad en septiembre de 2011 luego de una larga enfermedad. Fue enterrada junto a la tumba de su madre en el monasterio Donskói de Moscú.

## Filmografía
- Pámyat serdtsa (Память сердца) / La memoria del corazón (1958)
- Yevdokiya (Евдокия) / Eudoxia (1961)
- Im pokoriáetsya nebo (Им покоряется небо) / Ellos conquistan los cielos (1963)
- Rano útrom (Рано утром) / Temprano en la mañana (1966)
- Tri tópolya na Pliuschije (Три тополя на Плющихе) / Tres álamos en la calle Pliuschija (1967)
- Semnádtsat mgnoveniy vesný (Семнадцать мгновений весны) / Diecisiete instantes de una primavera  (1973); miniserie de televisión
- My, nizhepodpisávshiyesya (Мы, нижеподписавшиеся)  / Nosotros, los abajo firmantes (1981)
- Karnaval (Карнавал) / Carnaval (1981)
- Konéts sveta s posléduyuschim simpóziumom (Конец света с последующим симпозиумом) / Fin del mundo con un simposio a seguir (1986)

## Honores y distinciones
- Orden «Al Mérito de la Patria;
  - 3ª clase (20 de julio de 1999) - por su destacada contribución al cine
  - 4ª clase (20 de julio de 2009) - por su destacada contribución al desarrollo del arte cinematográfico nacional y muchos años de actividad creativa
- Orden de Honor (9 de marzo de 1996) - por servicios prestados al Estado y muchos años de fructífera labor en las artes y la cultura
- Orden de la Bandera Roja del Trabajo (1969)
- Orden de la Amistad de los Pueblos
- Orden de la Revolución de Octubre (1982)
- Artista del Pueblo de la URSS (1984)
- Artista del Pueblo de la RSFSR (1974)
- Artista de Honor de la RSFSR (1969)
- Premio Especial del Presidente de la Federación Rusa «Por su destacada contribución al desarrollo del cine ruso» (12 de junio de 2000)
- Premio Estatal de los Hermanos Vasíliev de la RSFSR (1976) - película para televisión en varias partes «Diecisiete momentos de primavera»

## Homenaje
El 20 de julio de 2020, Google celebró su 96 cumpleaños con un Google Doodle.